# Билков чай
Билковият чай е билкова или растителна запарка.
Обикновено под билков чай се подразбира запарка, която не се приготвя от (листата и стеблата на) растението чай (Camellia sinensis).
Най-често билковият чай е комбинация от гореща вода, изсушени плодове, цветя или билки.